# Marcos Osatinsky
Marcos Osatinsky (San Miguel de Tucumán, 6 de octubre de 1933-21 de agosto de 1975) fue un guerrillero argentino apodado "El pelado". Después de haber militado en el comunismo, fue uno de los fundadores de la organización guerrillera FAR (Fuerzas Armadas Revolucionarias) y luego uno de los dirigentes de la agrupación Montoneros. Fue asesinado el 21 de agosto de 1975.

## Biografía

### Inicio en el Partido Comunista
Inició su actividad política en la Federación Juvenil Comunista y llegó a posiciones jerárquicas dentro del Partido Comunista de su provincia natal. A comienzos de la década de 1960 viajó a Moscú y cuando en 1966 se produce una crisis en el PCA se va del mismo junto con sectores juveniles que por la influencia de la Revolución China, la Revolución cubana y la resistencia vietnamita habían sido atraídos a la idea de la lucha armada como estrategia revolucionaria.

### Paso por el Ejército de Liberación Nacional e integración a las FAR
Osatinsky se unió junto con su esposa Sara Solarz al grupo Ejército de Liberación Nacional (ELN, al que se le decía Elena) que bajo la orientación de Carlos Olmedo y Roberto Quieto se preparaba para apoyar la guerrilla del Che Guevara en Bolivia y recibió en Cuba una instrucción militar complementaria de la que había adquirido con lecturas como el manual de combate Rebelión en tierra santa del líder sionista Menahem Beguin. Cuando el Che fue asesinado en 1967, el ELENA se replantea su funcionamiento y objetivos y evalúa acometer la lucha armada en Argentina. Varios de los militantes del ELENA integran los grupos que luego harían aparición con el nombre de Fuerzas Armadas Revolucionarias. Osatinsky participó en el Cordobazo integrando la columna dos formada por las FAR, en la que también estaba Roberto Quieto.
Esos grupos incendiaron en Buenos Aires el 26 de junio de 1969 trece supermercados Minimax, cuya propiedad se atribuía a Nelson Rockefeller, quien se hallaba de visita en esa ciudad, si bien la autoría solo fue reconocida por las FAR luego de su aparición pública el 30 de julio de 1970.
Las FAR hicieron su aparición pública el 30 de julio de 1970 a las 13:00 h, cuando coparon la ciudad de Garín ―en la zona norte del Gran Buenos Aires―. Osatinsky participó junto con Carlos Olmedo y Roberto Quieto en la planificación y ejecución del copamiento, que permitió a la organización sustraer armas y dinero. La operación "Gabriela" incluyó el asalto a la sucursal del Banco Provincia de Buenos Aires y el copamiento de la oficina de ENTEL, la estación de ferrocarril y del destacamento de policía donde robaron armas. Duró en total 50 minutos, participaron unos 50 guerrilleros- otras fuentes indican 36 (12 mujeres y 24 hombres)- que se replegaron en cinco camionetas y tres autos previamente robados para esa acción. Durante el hecho asesinaron a un policía.
El 29 de diciembre de 1970 fue herido y cayó preso junto con Carlos Heriberto Astudillo, Alberto Miguel Camps y Alfredo Elías Kohan cuando se enfrentan con la policía al intentar asaltar un banco cordobés. Después de varios meses fue trasladado al penal de la ciudad de Rawson, provincia de Chubut, donde se une a la planificación y ejecución de un plan de fuga.

### Fuga de la cárcel de Rawson
A las 18:30 del 15 de agosto comenzó un masivo intento de fuga del Penal de Rawson, en la ciudad capital homónima de Chubut, provincia de la patagonia argentina. Durante la fuga, Marcos Osatinsky asesinó al guardiacárcel Juan Gregorio Valenzuela, que se resistió. De los más de cien reclusos miembros de las organizaciones armadas Ejército Revolucionario del Pueblo (ERP), FAR y Montoneros, solamente un grupo de seis personas y otro de diecinueve lograron su objetivo.
El jefe del operativo era Mario Roberto Santucho, del Partido Revolucionario de los Trabajadores, aunque algunas declaraciones —especialmente la de Fernando Vaca Narvaja, de Montoneros, único sobreviviente de ambos grupos de evadidos— afirman que Marcos Osatinsky (de las FAR) había comenzado a planificar la fuga antes de que Santucho llegue al penal. El plan era realizar una fuga masiva de guerrilleros del Penal de Rawson, imitando la exitosa fuga que los Tupamaros protagonizaron el 6 de septiembre de 1971 en la cárcel montevideana de Punta Carretas (hoy convertida en centro comercial), y que tuvo una gran repercusión en Uruguay. 
Estos dos dirigentes junto a Fernando Vaca Narvaja, Roberto Quieto, Enrique Gorriarán Merlo y Domingo Menna integraban el denominado Comité de fuga, y fueron los únicos que pudieron huir rápidamente en un automóvil Ford Falcon que los esperaba, y trasladarse al entonces aeropuerto de Trelew (cuya pista es utilizada hoy en día por el Aeroclub Trelew, mientras que la terminal es un Centro Cultural por la Memoria) para abordar una aeronave comercial BAC 1-11 de la empresa Austral (matrícula LV-JNS), previamente secuestrada por un comando guerrillero de apoyo, cuyos integrantes —entre los que se encontraban Víctor Fernández Palmeiro (el "Gallego", del ERP) y Anita Weissen, de FAR— viajaban como pasajeros.
La aeronave operaba como el vuelo 811, que había despegado del Aeropuerto General Mosconi de Comodoro Rivadavia, con escalas en Trelew y Bahía Blanca, y rumbo al Aeroparque Jorge Newbery de Buenos Aires. Llevaba un total de 96 personas, entre pasajeros y tripulantes. Una vez tomado el avión, el comando de apoyo pidió a los pilotos quedarse en la pista. Allí abordó el denominado comité de fuga que esperaron al resto de los evadidos hasta que dado el peligro de la llegada de las fuerzas de la marina y del ejército, despegaron rumbo al vecino país de Chile, gobernado entonces por el socialista Salvador Allende. El avión llegó primero a Puerto Montt y finalmente a Santiago de Chile, donde los guerrilleros pidieron asilo.
Según el testimonio de José Luis Nell, Osatinsky habría sido responsable del asesinato del sindicalista peronista José Ignacio Rucci ocurrido el 25 de septiembre de 1973 que tendría como objetivo impedir que fructificara cualquier acuerdo, tal como venía intentando el gremialista, con un sector de Montoneros para alcanzar una alianza contra López Rega.
Osatinsky fue detenido en Córdoba el 7 de agosto de 1975 junto a Horacio Mendizábal y otros militantes en un operativo policial realizado en la principal casa de Montoneros en Córdoba, en Maestro Vidal y Santa Ana, en la que encontraron importante documentación. La conducción de la organización atribuyó la captura a una información de Fernando Haymal y mató a este militante luego de un "juicio revolucionario" por "delación y traición", en tanto otras fuentes cercanas a la organización lo imputaron a descuidos en la seguridad. En ese momento gobernaba la presidenta María Estela Martínez de Perón, la Provincia de Córdoba estaba bajo la intervención del brigadier Raúl Lacabanne y Luis Choux era el jefe de policía; se realizaban operativos que vistos ahora parecen una prueba de lo que luego fue el accionar de los grupos de tareas de la futura dictadura.
Mientras estaba detenido en el Departamento de Policía de Córdoba, Osatinsky aparentó el papel de líder de Montoneros en la provincia para evitar que la policía supiera que ese puesto era de Horacio Mendizábal y negoció con sus captores el cese de las torturas a sus compañeros a cambio de la suspensión de las operaciones militares de ese mes. Sabía que días después, en el aniversario de la Masacre de Trelew, habría acciones guerrilleras y pidió a sus abogados que obtuvieran antes su traslado de la Jefatura pues pensaba que antes lo matarían.
En el ínterin, integrantes del Ejército Revolucionario del Pueblo intentaron, sin resultado, asaltar la sede policial y los detenidos en represalia son trasladados a la Cárcel de Encausados, salvo Osatinsky quien fue torturado y luego asesinado por el capitán del Ejército Héctor Pedro Vergez, uno de los fundadores de la organización paramilitar Triple A, el 21 de agosto de 1975. Antes de asesinarlo la policía lo ató con una cadena al parachoques trasero de un automóvil y lo arrastró por la ruta. Luego fue ultimado. El cuerpo fue entregado a la familia, pero en el traslado del féretro, parapoliciales secuestraron el mismo, lo llevaron al paraje Barranca Yaco y lo dinamitaron.
Miguel Bonasso describió así a Osatinsky cuando recordaba una reunión en la que participó:

Habla bien y es ameno, pero tiene un cierto retintín escolástico de maestro de escuela. Lo veo escarbando intensamente en las ideas derechistas de Perón que ha encontrato en La Comunidad Organizada y sospecho que él también paga tributo al síndrome del converso: haber creído que el viejo era Marx y ahora pensar que es Adolfo Hitler.